# Bistum Jequié
Das Bistum Jequié (lateinisch Dioecesis Iequieana, portugiesisch Diocese de Jequié) ist eine in Brasilien gelegene römisch-katholische Diözese mit Sitz in Jequié im Bundesstaat Bahia.

## Geschichte
Das Bistum Jequié wurde am 7. November 1978 durch Papst Johannes Paul II. aus Gebietsabtretungen der Bistümer Vitória da Conquista und Amargosa errichtet und dem Erzbistum São Salvador da Bahia als Suffraganbistum unterstellt. Erster Bischof wurde Cristian Jakob Krapf.
Am 15. Januar 2002 wurde das Bistum Jequié dem Erzbistum Vitória da Conquista als Suffraganbistum unterstellt.

## Bischöfe von Jequié
- Cristian Jakob Krapf, 1978–2012
- José Ruy Gonçalves Lopes OFMCap, 2012–2019
- Paulo Romeu Dantas Bastos, seit 2021

## Weblinks

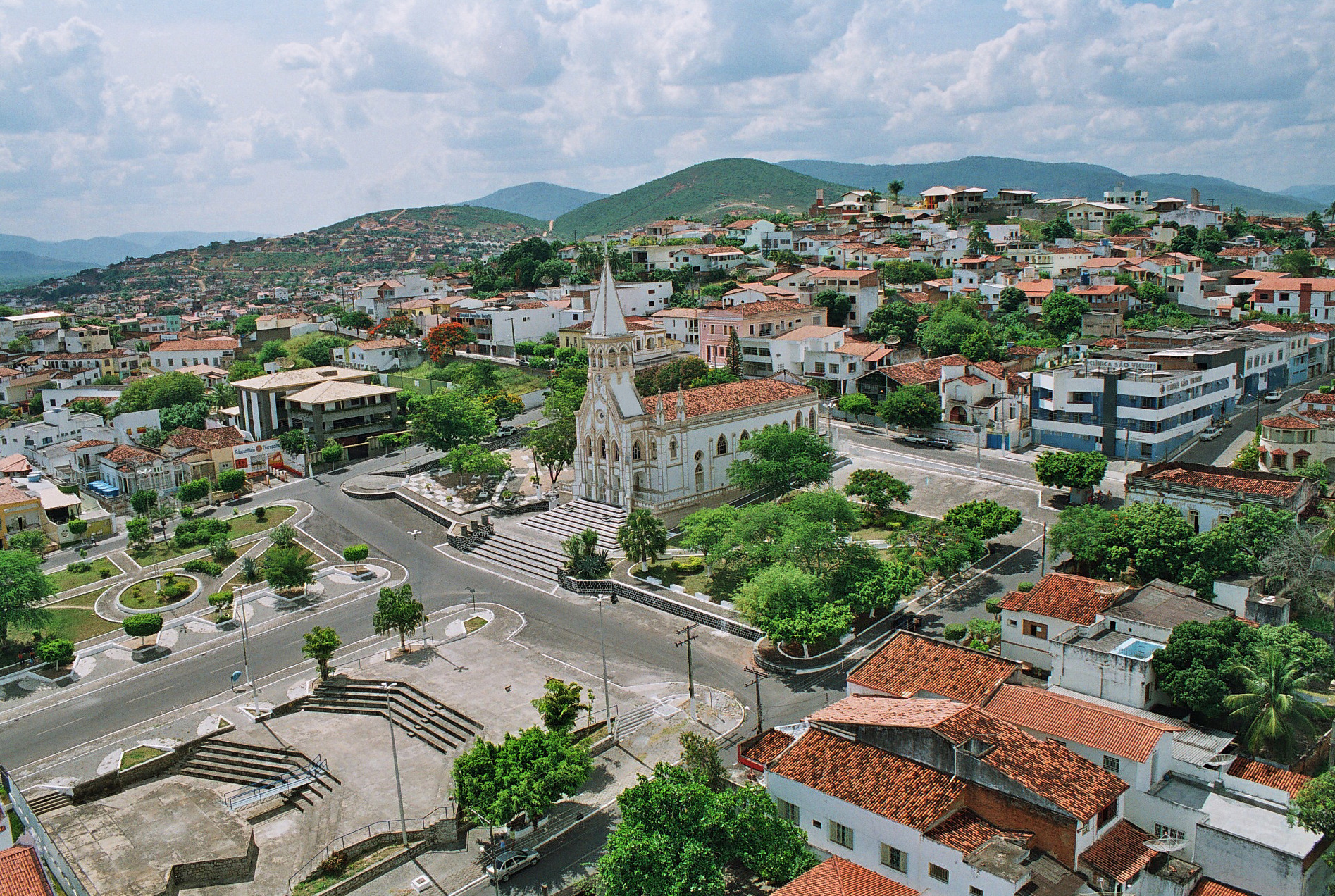
Kathedrale Santo Antônio de Pádua in Jequié